# Антоновка (Таращанский район)
Анто́новка (укр. Антонівка) — село, входит в Таращанский район Киевской области Украины.
Население по переписи 2001 года составляло 181 человек. Занимает площадь 0,983 км².

## Местный совет
09552, Киевская обл., Таращанский р-н, с. Косяковка, ул. Ленина 3. тел.: 38-3-22 и 38-3-23.